# چری، هینتون
چری (به انگلیسی: Cherry Hinton) یک روستا در بریتانیا است که در کمبریج‌شر واقع شده‌است. چری ۸٬۷۸۰ نفر جمعیت دارد.